# Grevillea saccata
Grevillea saccata är en tvåhjärtbladig växtart som beskrevs av George Bentham. Grevillea saccata ingår i släktet Grevillea och familjen Proteaceae. Inga underarter finns listade i Catalogue of Life.